# Иелита-фон-Вольский, Николай Адольфович
Николай Адольфович Иелита-фон-Вольский (1855 — не ранее 1917) — генерал-майор русской императорской армии.

## Биография
Происходил из дворянской семьи лютеранского вероисповедания. Родился 3 (15) февраля 1855 года; отец — Адольф Васильевич Вольский (1811—1879). Младший брат Константина Елиты-фон-Вольского.
Воспитывался в Пажеском корпусе, который окончил по 1-му разряду и 10 (22) августа 1873 года был выпущен в Финляндский лейб-гвардии полк с прикомандированием с 1 (13) сентября к лейб-гвардии 2-й артиллерийской бригаде.
Участвовал в русско-турецкой войне. В звании поручика гвардии был переведён в Отдельный корпус жандармов; с 15 (27) декабря 1884 года служил адъютантом Тамбовского губернского жандармского управления, с 26 ноября (8 декабря) 1885 года — адъютантом Саратовского губернского жандармского управления; с 31 декабря 1885 года (12 января 1886) — помощник начальника этого управления. Помощник начальника Киевского губернского жандармского управления с 27 апреля (9 мая) 1894 года, а с 10 (22) сентября 1897 года — помощник начальника Санкт-Петербургского губернского жандармского управления, в 1898 в городе Нарва.
С 29 сентября (12 октября) 1901 года был начальником Псковского губернского жандармского управления, после чего с 31 декабря 1905 года (13 января 1906) стал начальником жандармского управления Омска. С 24 декабря 1907 года (6 января 1908) был начальником Тульского губернского жандармского управления.
В ночь на 3 марта 1917 года арестован революционными властями. Дальнейшая судьба неизвестна.

### Звания
- прапорщик гвардии (старшинство 10 августа 1873);
- подпоручик гвардии (старшинство 30 августа 1877);
- поручик гвардии (старшинство 20 апреля 1880);
- штабс-ротмистр (12 декабря 1884);
- ротмистр (старшинство 1 ноября 1886);
- подполковник (старшинство 26 февраля 1895);
- полковник (старшинство 27 октября 1901, за отличие);
- генерал-майор (старшинство 13 апреля 1908, за отличие).

### Награды
- орден Св. Анны 4-й степени (1878);
- орден Св. Станислава 3-й степени с мечами и бантом (1878);
- орден Св. Анны 3-й степени (1882);
- орден Св. Станислава 2-й степени (1892);
- орден Св. Владимира 4-й степени с бантом (1899, за 25 лет службы);
- орден Св. Владимира 3-й степени (1904);
- орден Св. Станислава 1-й степени (6 декабря 1911);
- орден Св. Анны 1-й степени (высочайший приказ 22 марта 1915).

## Семья
Сыновья:
- Алексей Николаевич (1885 — декабрь 1941), капитан .
- Александр Николаевич  (07.08.1887 — ?), зауряд-капитан.